# Kassai Királyi Jogakadémia
Kassai Királyi Jogakadémia felsőfokú oktatási intézmény volt Magyarországon 1777–1922 között.

## Története
1777-ben a Ratio Educationis a jezsuiták egyetemét Kassán jogi akadémiává változtatta. A teológiai kart megszüntették, a kétéves bölcsészet mellé jogi tanfolyamokat szerveztek.
Az 1850/1851. tanévben a bölcsészeti két osztályt, mint a 7. és 8. gimnáziumi osztályokat, a gimnázium kiegészítő részéül rendelték. Az akadémián csak a jogi kar maradt, melyet 1859-ben Ischlben kelt szervezési nyílt parancs alapján három tanfolyamra osztott jogi tanintézetté bővítettek ki. Az 1860. évi októberi diploma ismét szabályozott az oktatásügy szervezeten, melyet a helyreállított magyar királyi helytartótanács 1861. október 23-án tartott tanácsülésének rendelete változtatta meg. 1874. május 19-én a vallás és közoktatásügyi magyar királyi minisztérium újabb változtatást eszközölt a következő tanévtől. Ezen utóbbi átszervezéstől kezdve megindult az akadémia lassú leépülése.
Az intézeti könyvtár az 1859. év végén a 20 000 kötetet is meghaladta.
A joghallgatók száma az 1893/1894. tanévben 75 volt. Az intézmény az 1893/1894-es tanév végéig a jezsuiták épületének déli részében volt.
1921. augusztus 20-án megjelent 276/1921. számú csehszlovák kormányrendelet a Pozsonyi Királyi Jogakadémia bezáratása mellett elrendelte a kassai jogakadémia bezárását, 1922. július 31. napjával.

## Neves személyek

### Igazgatók
- Klekner Alajos (1836–1920) 1863-tól a jogakadémia tanára, 1884-től igazgató 1904-es nyugdíjazásáig.
- Zorn Vilmos (1847–1924) jogi doktor, jogakadémiai igazgató.

### Oktatók
- Baintner Hugó (1851–1925) jogakadémiai tanár.
- Baintner János (1815–1881) magyar jogász, egyetemi tanár.
- Balás Károly (1877-1953) magyar közgazdász, egyetemi tanár, országgyűlési képviselő, az MTA levelező tagja.
- Beke Farkas (?–1838) jogász, ügyvéd és akadémiai tanár.
- Bernolák Nándor (1880–1951) magyar jogász, politikus, miniszter, egyetemi tanár.
- Blanár Béla (1866–1932) történész, politikus, szakíró, tartományi képviselő.
- Bokrányi János (1813–1869) jogtudós, királyi tanácsos és akadémiai jogtanár.
- Degen Gusztáv (1834–1903) jogakadémiai tanár, politikus, jogi író.
- Esterházy Sándor (1869–1907) jogtanár.
- Ferdinandy Gyula (1873-1960) politikus, jogász, igazságügyminiszter, később pedig belügyminiszter.
- Flórián Károly (1878-1941) jogász, útleírások szerzője.
- Grosschmid Géza (1872-1934) ügyvéd, politikus.
- Hoffmann Pál (1830–1907) magyar jogász, egyetemi tanár, az MTA tagja.
- Katona Mór (1845–1927) jogi doktor, jogakadémiai tanár.
- Kolbay Mátyás (1795–?) 1827-től statisztika és bányajog tanár, 1843-ban a pozsonyi jogakadémiához helyezték át történelem és statisztika tanárnak.
- Franz Krones (1835–1902) osztrák történetíró, marchlandi lovag, a Magyar Tudományos Akadémia külső tagja.
- Mariska Vilmos (1844–1912) jogi doktor, egyetemi tanár.
- Navratil Ákos (1875–1952) közgazdász, jogtudós, a Magyar Tudományos Akadémia rendes tagja.
- Oberschall Pál (1871–1934) jogi doktor, pozsonyi királyi akadémiai jogtanár.
- Ráth Zoltán (1863–1902) közgazdász, statisztikus, jog- és államtudományi doktor, jogakadémiai tanár, címzetes egyetemi rendkívüli tanár és a Magyar Tudományos Akadémia levelező tagja.
- Takács Menyhért (1861–1933) bölcseleti doktor, jászói premontrei prépost.
- Vida József (1833–1876) jogi doktor, jogakadémiai tanár, költő.

### Diákok
- Böhm Rezső (1884–1933) csehszlovákiai magyar politikus, szenátor.
- Csáky Albin (1841–1912), vallás- és közoktatásügyi miniszter, valóságos belső titkos tanácsos, magyar királyi főasztalnokmester, tárnokmester, a főrendiház elnöke.
- Balugyánszky Mihály (1769–1847) ruszin jogász, államtanácsos, akadémiai tanár.
- Berzeviczy Albert (1853–1936)
- Forgách Géza (1895–1976) újságíró, lapszerkesztő, moziigazgató, a Prágai Magyar Hírlap főszerkesztője.
- Gergelyi Tivadar (1837–1904) országgyűlési képviselő.
- Gerő Károly (1856–1904) színműíró, színházi titkár, író.
- Hadik-Barkóczy Endre (1862–1931) politikus.
- Kéry Imre (1798–1887) orvos, közegészségügyi szervező, a Magyar Tudományos Akadémia levelező tagja.
- Némethy András László (1801-1866) magyar királyi helytartósági titkár.
- Orel Géza (1850-1929) pénzügyi igazgatóhelyettes, miniszteri tanácsos, költő.
- Perényi Zsigmond (1783–1849) nagybirtokos, Ugocsa vármegye főispánja, az Országos Honvédelmi Bizottmány tagja, a szabadságharc vértanúja.
- Rohringer Sándor (1868–1945) vízépítő mérnök, egyetemi tanár, a Magyar Tudományos Akadémia rendes tagja.
- Szacsvay Imre (1818–1849) ügyvéd, politikus, országgyűlési követ, az 1848–49-es szabadságharc vértanúja.
- Széchényi György (1889–1938) katolikus politikus, országgyűlési képviselő, a Korunk Szava szerkesztője.